# Serguéi Volchkov
Serguéi Volchkov –en ruso, Сергией Волчков– (4 de junio de 1977) es un deportista ruso que compitió en vela en la clase Soling. Ganó una medalla de oro en el Campeonato Mundial de Soling de 1998 y una medalla de plata en el Campeonato Europeo de Soling de 1998.

## Palmarés internacional
| \| Campeonato Mundial \| Campeonato Mundial \| Campeonato Mundial \| Campeonato Mundial \| \| Año \| Lugar \| Medalla \| Clase \| \| ------------------ \| -------------------------- \| ------------------ \| ------------------ \| \| 1998 \| Milwaukee (Estados Unidos) \| Medalla de oro \| Soling \| \| Campeonato Europeo \| \| \| \| \| Año \| Lugar \| Medalla \| Clase \| \| 1998 \| Izola (Eslovenia) \| Medalla de plata \| Soling \| |                            |                  |        |
| Campeonato Mundial |                            |                  |        |
| Año | Lugar                      | Medalla          | Clase  |
| 1998 | Milwaukee (Estados Unidos) | Medalla de oro   | Soling |
| Campeonato Europeo |                            |                  |        |
| Año | Lugar                      | Medalla          | Clase  |
| 1998 | Izola (Eslovenia)          | Medalla de plata | Soling |